# Lanceta para sangre

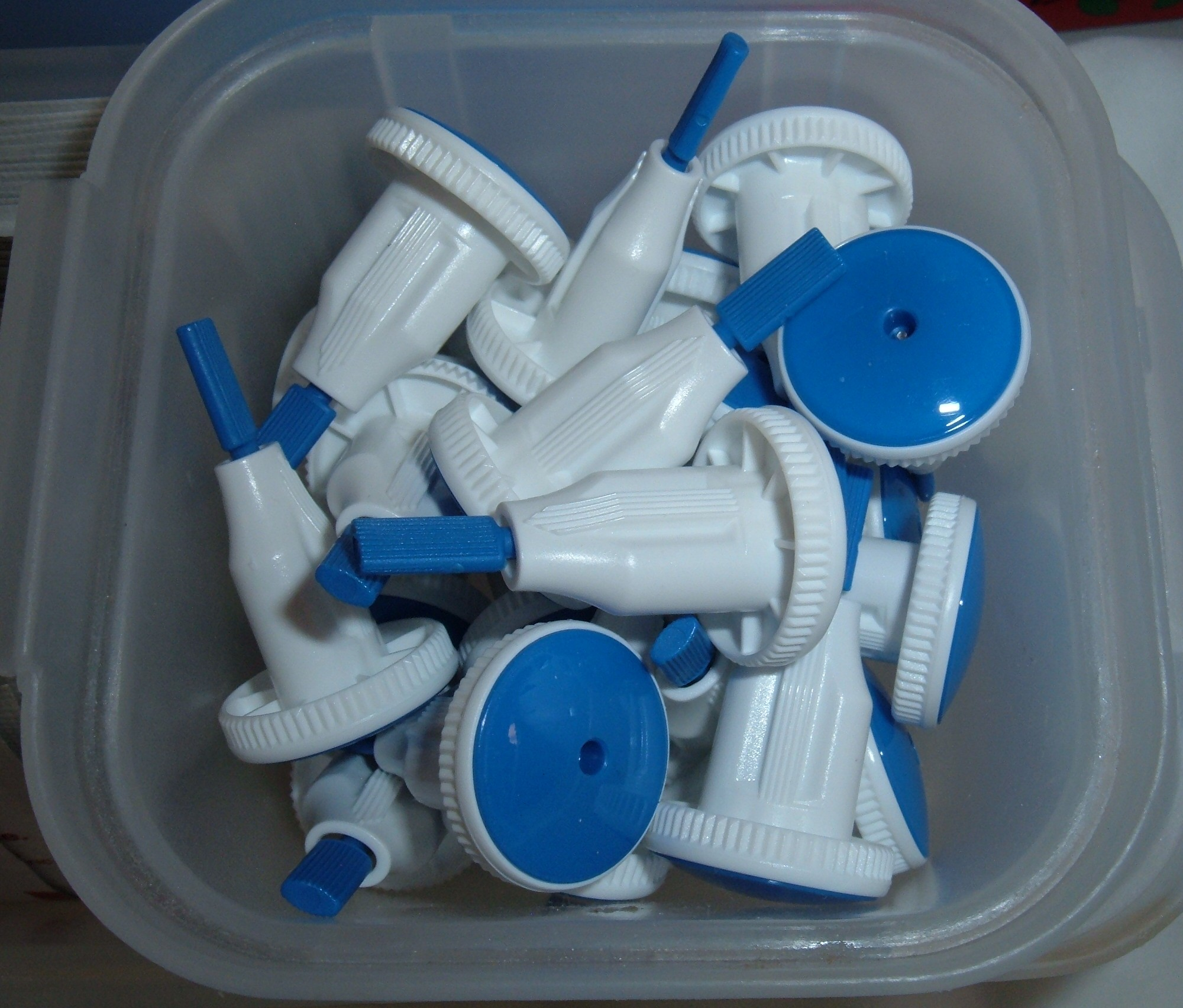
Caja de lancetas desechables.

Una lanceta para sangre o simplemente lanceta, es un pequeño instrumento médico usado para el muestreo de sangre capilar. Esta es similar a un pequeño bisturí pero con una hoja de doble filo o aguja. Las lancetas se utilizan para hacer punciones —en el bulbo del dedo, preferentemente el índice—, para obtener pequeñas muestras de sangre y son generalmente desechables.
Las lancetas también se utilizan para pinchar la piel en las pruebas para buscar alergias.
Un dispositivo para tomar muestras de sangre, también conocido como instrumento de punción, es un instrumento reutilizable equipado con una lanceta. Es comúnmente utilizado por las personas que padecen diabetes para monitorear periódicamente los niveles de glucosa en sangre. La profundidad de la penetración en la piel se puede ajustar para diferentes grosores de piel, así mismo, los dispositivos de punción largos se utilizan para el análisis de sangre del cuero cabelludo fetal para obtener una medida del estado ácido base del feto.

## Muestreo de sangre
Las pequeñas muestras de sangre capilar obtenidos se pueden probar para medir los niveles de glucosa en sangre, hemoglobina y analizar diversos componentes de la sangre.

## Composición
Se compone de dos partes: el mango, formado de dos piezas de concha o de cuerno móviles sobre la hoja y que sirven para conservarla; la hoja, de acero muy terso y consta de tres partes: la base, el cuerpo o medio y la punta. Los bordes deben estar muy afilados.
Se usan habitualmente tres tipos de lancetas: la primera se llama de grano de cebada; su hoja es ancha hasta la punta y sirve para las venas gruesas y superficiales; la segunda llamada de grano de avena, tiene su punta más prolongada que la anterior; la tercera, de lengua de serpiente es mucho más aguda.